# Crosta (esogeologia)
La crosta è la parte più esterna di un pianeta, appena al di sopra del mantello.

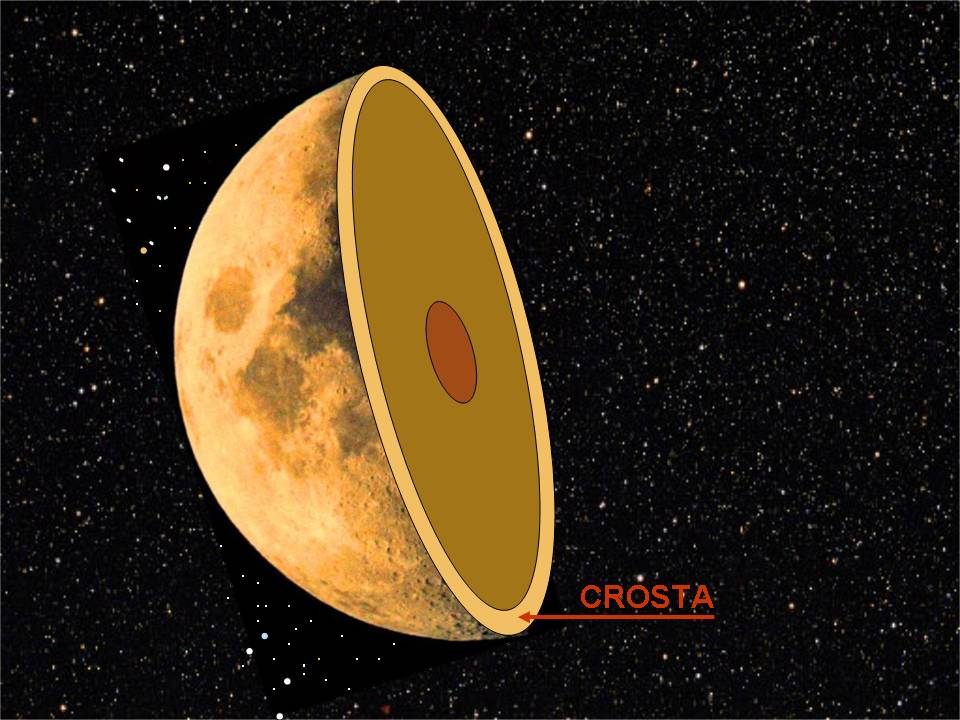
Crosta di un corpo celeste

Durante la formazione di un corpo celeste, i materiali più pesanti sprofondano verso l'interno lasciando quelli leggeri all'esterno; infatti generalmente la crosta è composta da silicati, tuttavia più leggeri di quelli che formano il mantello.

## Struttura
La superficie è la parte della crosta che è immediatamente a contatto con l'atmosfera, se questa esiste, e si possono distinguere quattro elementi fondamentali comuni: craterizzazione d'impatto, tettonica, vulcanismo e degradazione (dovuta all'erosione ad opera di agenti atmosferici).
La craterizzazione d'impatto : è causata dalla caduta di meteoriti, generalmente avvenuta all'epoca della formazione planetaria e che ha causato lo sviluppo di crateri più o meno grandi che dominano l'aspetto della superficie, e che nella maggior parte dei casi ha provocato la fuoriuscita, per breve tempo, di magma basaltico che ha ricoperto vaste zone.
La tettonica : provoca la frantumazione della crosta di un pianeta; tali processi sono il risultato di forze colossali la cui grandezza non può essere paragonata a nulla che rientri nella nostra esperienza. Questa fratturazione crostale su scala planetaria è stata osservata in molti oggetti; come risultato la crosta viene spezzata e viene suddivisa in diversi pezzi irregolari, chiamati zolle o placche, assimilabili a zattere che navigano sopra un mare di rocce liquide.
Il vulcanismo: può essere assimilato alla tettonica in quanto il motore che li fa manifestare è lo stesso, cioè quello termico, solamente che in questo caso la zona di attività è più ristretta. La lava fuoriesce provenendo dalla profondità e fluisce formando pianure anziché montagne, ed è generalmente formata da silicati di ferro e magnesio, o da metalli più leggeri, come sulla Luna, con meno ferro e magnesio ma più alluminio.
La degradazione avviene sui corpi che hanno una atmosfera consistente che modifica con l'erosione e la sedimentazione vaste aree che vengono gradualmente abbassate o riempite in un processo di appianamento della morfologia del terreno.

## Croste primarie, secondarie e terziarie
I rilevamenti effettuati sui pianeti del sistema solare hanno evidenziato la presenza di tre tipi fondamentali di crosta:
- Le croste primarie sono quelle databili agli albori del sistema solare e si creano da fenomeni di fusione di un'enorme quantità di materia primordiale catapultata sulla superficie di un pianeta in formazione. In un primo tempo il protopianeta si riscalda fino alla temperatura di fusione a causa dell'energia prodotta dagli impatti, mentre in seguito al raffreddamento della roccia si formano i primi cristalli minerali che si sono separati dal magma. Gli altopiani lunari si sono presumibilmente formati in questo modo, così come la crosta di tanti satelliti di grandi pianeti, costituita da roccia frammista a metano, ammoniaca e ghiaccio di acqua. I tempi di formazione possono essere anche di pochi milioni di anni, come nel caso della Luna.[1]

- Le croste secondarie si formano a causa del riscaldamento del corpo del pianeta causato dal decadimento di sostanze radioattive, che portano alla fusione di una parte della roccia e alla fuoriuscita di lava basaltica. Questo tipo di crosta è stato rilevato su Marte, Venere e sul fondo oceanico. I tempi di formazione sono più lunghi rispetto alle croste primarie e possono aggirarsi dai 200 milioni di anni (oceano terrestre) a un miliardo di anni (Luna).[1]

- Le croste terziarie si formano quando, in un pianeta attivo, elementi della superficie ricadano nel mantello. Questo fenomeno è possibile solo grazie al vulcanismo e in presenza di una tettonica delle zolle. I tempi di formazione sono lunghissimi, basti pensare ai miliardi di anni necessari per la produzione della crosta terrestre.[1]

## Nel sistema solare
| Corpo celeste | Composizione della crosta                                                                     | Dimensione della crosta                                                     |
| ------------- | --------------------------------------------------------------------------------------------- | --------------------------------------------------------------------------- |
| Sole          | Idrogeno ed Elio                                                                              | Fotosfera ~180 km, Coronosfera ~12.000-15.000 km Corona ~140.000-200.000 km |
| Mercurio      | Silicati simili a quelli terrestri                                                            | ~500–600 km (compreso mantello)                                             |
| Venere        | Basalto                                                                                       | ~60 km                                                                      |
| Marte         | Silicio 2 volte in meno, Ferro 3 volte di più rispetto alla Terra                             | media ~80 km, può arrivare a ~150 km                                        |
| Giove         | Idrogeno ed Elio                                                                              | ~1.000 km (atmosfera esterna, parte visibile)                               |
| Saturno       | Idrogeno metallico 93% ed Elio                                                                | ~30.000 km                                                                  |
| Urano         | Inviluppo di Idrogeno, Elio ed Ammoniaca                                                      | ~7.600 km                                                                   |
| Nettuno       | Inviluppo di Idrogeno, Elio ed Ammoniaca                                                      | ~5.000 km                                                                   |
| Asteroidi     | Tipo C = Condriti carbonacee (composizione del Sole meno Idrogeno, Elio ed elementi volatili) | -                                                                           |
| Asteroidi     | Tipo S Ferro-Nichel + Ferro e Magnesio-silicati                                               | -                                                                           |
| Asteroidi     | Tipo M = Ferro-Nichel e composizioni rare                                                     | -                                                                           |
| Comete        | Chioma = Nube di acqua e biossido di Carbonio e gas neutri                                    | -                                                                           |